# Rosario Scipio
Rosario Scipio (Valentano, 12 ottobre 1910 – Viterbo, 29 luglio 1996) è stato uno scrittore e poeta italiano.

## Biografia
Cominciò a lavorare nell'anno 1928, appena diciottenne, per la Società Garbini, il padre Carlo, già corriere postale da Viterbo a Valentano, era stato "assorbito" dalla ditta che gestiva la linea automobilistica: per il giovane ragioniere, che nell'azienda trovò anche la moglie ideale, la signora Maria, fu un legame solido e duraturo, fino al pensionamento nel 1970. Iniziò come impiegato amministrativo, ma fece una grande carriera, fino a divenire il deus ex machina della Società, competente di ogni questione, persona di fiducia e consigliere dell'imprenditore Augusto Garbini, con il quale fece crescere e prosperare l'azienda.
Era un patito della ragioneria e proprio per questo si adoperò assiduamente per la valorizzazione della libera professione, lavorando con Italo Sacchi per ottenere l'autonomia da Roma e l'istituzione del Collegio di Viterbo; nei molti anni in cui fu a fianco ai suoi colleghi, dimostrò la sua attenzione per le "nuove leve" istituendo il premio "Rosario Scipio", con assegnazione annuale di un riconoscimento al Ragioniere abilitato alla Professione con il miglior punteggio e chiedendo ai figli di conservare la tradizione a sua memoria. Come Revisore dei Conti fu per molti anni Presidente dei Collegi Sindacali della Banca del Cimino e dell'Ente Provinciale per il Turismo.
Era innamorato della città di Viterbo, di cui, dal 1956 al 1964, fu consigliere comunale caldeggiando anche un progetto di termalismo proposto da imprenditori tedeschi. Insieme a Renzo Javarone, manager del Gran Caffè Schenardi in Viterbo, animò gli "Amici del sabato sera" e tante iniziative volte a far conoscere la Tuscia. Amico fraterno di Virgilio Papini, fu sempre attivamente vicino alla Macchina di Santa Rosa e ai Facchini, promuovendo la costituzione del Sodalizio.
Cresciuto nell'insegnamento di don Alceste Grandori e dell'ambiente scout, si impegnò per sviluppare le attività del Movimento Adulti Scout Cattolici Italiani (MASCI) e dell'Unione nazionale italiana trasporto ammalati a Lourdes e santuari internazionali (Unitalsi), vantando sempre la propria fede religiosa.
Si occupò dei problemi dei lavoratori anziani, operando nell'Associazione ANLA e rivestì la carica di Presidente dell'Associazione Maestri del Lavoro di Viterbo: il Presidente della Repubblica gli aveva consegnato in una cerimonia all'Opera di Roma la Stella al merito del lavoro, l'importante riconoscimento attribuito ai lavoratori dipendenti, equivalente a quello di Cavaliere del Lavoro per gli imprenditori.
Esprimeva la sua personalità con la sensibilità e passionalità del poeta, pubblicando varie raccolte di versi anche in dialetto, tra cui Odi etrusche in occasioni delle Olimpiadi 1960 e della celebrazione della Fiaccola Etrusca, citato da Alain Hus nel ponderoso Les etrusques et leur destin; e poi Risorge l'Etruria e Piccole cose. Lavorò con impegno alla collana degli Uomini illustri di Terra Tuscia (biografie di Fantappiè, Girolamo Fabrizio, Vanni, Tecchi e altri) che gli valse il conferimento dalla città di Viterbo del Leone d'oro, ora collocato sulla sua tomba, significativa espressione del suo amore per la propria terra.

## Opere

### Collana uomini illustri di Terra Tuscia
- 1972 - Luigi Fantappié
- 1978 - Girolamo Fabrici
- 1981 - Pietro Vanni
- 1985 - Vincenzo Ludovisi
- 1988 – Don Alceste Grandori
- 1991 – Bonaventura Tecchi.

### Varie
- Piccole Cose I
- Piccole Cose II
- Piccole Cose III
- Augusto Garbini
- Don Alceste Grandori; discorsi e rievocazioni
- Con l'UNITALSI viterbese a Loreto e Lourdes
- L'ASSUNTA (1952) dedicata alla Festa della Madonna Assunta e del Solco dritto di Valentano[4]
- I Canti del Monte Cengio
- In difesa del pendolo
- Con 10 poesie al Terminillo
- Brevi cenni sui cinquecento anni del Monte dei Paschi di Siena
- I centodieci anni di vita della Cassa di risparmio di Viterbo
- Momenti spirituali dei lavoratori anziani e dei Maestri del Lavoro
- Sogno etrusco
- Odi etrusche
- Risorge l'Etruria